# FidoNet

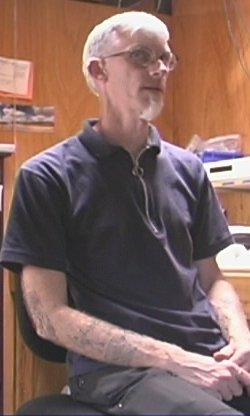
Tom Jennings

A FidoNet az első, és a valaha létezett legnagyobb elektronikus amatőr üzenet- és file-továbbító hálózat, mely az Internet elterjedése előtt biztosított világméretű, alacsony költségű elektronikus levelezést és adattovábbítást. A hálózat pontjait BBS rendszerek alkotják.
A FidoNetet 1984-ben Tom Jennings alapította a kaliforniai San Franciscóban azért, hogy az általa fejlesztett „Fido” BBS szoftverek számára lehetővé tegye az egymás közötti kommunikációt. Ahogy ez a hálózat növekedett, más BBS programok is használni kezdték ugyanezen protokollt, és így egyre többen kapcsolódtak a hálózathoz. A BBS rendszereket telefonos modemek kötötték össze, melyek batch (kötegelt) feldolgozási módban továbbították az adatokat.
Az eredeti Fido BBS szoftver napjainkban már nem használható a 2000. év dátumproblémája miatt, ami számos egyéb FidoNetes programot is érintett (mint például az elterjedt BlueWave üzenetolvasót). Sok esetben a BBS programok szerzői is abbahagyták programjaik fejlesztését és így azokat nem volt, aki kijavítsa. Számos új program és szabványmódosítás keletkezett azóta, ezért a hálózat még napjainkban is működőképes, részben az internetet használva átviteli közegnek.

## Áttekintés
A FidoNet fő összeköttetési formája a telefonos modemes kapcsolat, ahol a node-ok egymással egy előre meghatározott protokoll szerint csatlakoznak, leveleket és file-okat cserélnek. Mivel a csatlakozások ugyanazt a telefont használták, mint amin gazdáik telefonáltak, ezért a FidoNet hívások egy előre meghatározott, éjjeli időszakban történtek, melynek neve Zone Mail Hour vagy ZMH („Zóna levelezési óra”) volt, a földrész helyi idejéhez képest általában hajnali 1 és 4 óra között.
A FidoNet és a BBS saját programjai ugyanazon a telefonszámon voltak elérhetőek. A legtöbb modern FidoNet kompatibilis levelező képes volt automatikusan felismerni azt, ha nem BBS, hanem FidoNet program hívta, ezzel lehetővé tették azt, hogy ne kelljen a BBS-t a ZMH idejére kikapcsolni. Ez általában egy „Nyomd meg az <ESC> gombot a BBS-hez” felirat volt, ami 2-3 másodpercet adott a FidoNet hívónak, hogy magát azonosítsa, többnyire az EMSI protokollal („*EMSI_REQ…”). Ha ez nem történt meg, vagy egy ESC érkezett, akkor a rendszer a BBS-t indította a FidoNet levelező helyett. A ZMH emiatt eredeti jelentése helyett átalakult azzá a minimális időszakká, amikor a nem napi 24 órában üzemelő FidoNet rendszereknek mindenképp működniük kellett.
Napjaink FidoNete saját netmail (az internetes e-mail-hez hasonló levelezés), echomail (Usenet-szerű hírcsoportok) és file-továbbítási szabványokkal rendelkezik. A legújabb szabványok leírják a FidoNet és a TCP/IP kapcsolatát, így az internet használható átviteli közegként.
A FidoNet echomail konferenciái közül sok elérhető a Usenet hierarchiájában, és levéltovábbító rendszerek léteznek a FidoNet és az internet között. A széles körben elterjedt internetes visszaélések, spamek sok átjáró bezárását eredményezték (mint amilyen az 1:1/31 IEEE fidonet.org átjáró volt).
A FidoNetet számítógépes amatőrök üzemeltetik (sokan közülük hackerek és rádióamatőrök), és az egész rendszer ingyenes. Ez befolyásolta a FidoNet levelezésben és konferenciákban jellemző színvonalat is: a társalgások általában magas színvonalon zajlottak, és az interneten „természetes” visszaélések, támadások, spamek, és általában az erőforrások szándékos pazarlása szinte teljesen ismeretlen volt.
Egy tipikus FidoNet rendszer egy mailerből (levelező, ami az üzenettovábbtás fizikai feladatát látja el), egy tosserből („lökdőső”, ami a továbbítandó és fogadott levelek tömörítését, az útválasztást („routing”) és sokszor a végfelhasználói programokhoz tartozó átalakításokat végzi) és számos segédprogramból áll (mint a tömörítők, levélszerkesztők és olvasók stb.)
A végfelhasználói program általában vagy egy helyi levélolvasó (mint amilyen a GoldED) vagy a BBS software FidoNetes levélkezelő része, aminek segítségével a BBS felhasználói azon keresztül tudják a FidoNet üzeneteket és file-okat kezelni. Gyakori módja ez utóbbinak az offline reader használata, vagyis olyan levelezőprogram, ami a BBS-ről (telefonon) lehívja a leveleket egy tömörített csomagban, és íráshoz-olvasáshoz nem igényel BBS kapcsolatot (és így nem fogyasztja a telefonszámlát).
A FidoNet felhasználóinak és node-jainak száma az internetes kapcsolatok elterjedésével jelentősen esett, de még mindig jelentős olyan országokban, ahol a telefonos kapcsolat egyszerűbb és olcsóbb, mint más internetes kapcsolati lehetőségek, vagy az internet használata akadályokba ütközik.

## A szervezet
A FidoNet felépítése fa-struktúrájú, ahol a teljesen automatikus software-ek az ágak és a végfelhasználók a levelek.
A FidoNet hierarchia Zónákra (Zone), Régiókra (Region), Hálózatokra (Network), Node-okra és Pointokra épül, és többé-kevésbé a földrajzi felosztáshoz igazodik. A legmagasabb szint a Zóna, ami általában egy kontinenst jelöl: az 1. zóna Észak-Amerika, a 2. Európa, a 3. Ausztrália, a 4. Dél-Amerika, az 5. Afrika és a 6. Ázsia (Oroszország illetve a volt Szovjetunió kivételével, ami a 2. zóna része). A 7-4095 zónákat az „EgyébNetek” használták; azok a BBS hálózatok melyek Fido-kompatibilis programok segítségével, de a FidoNethez (sem műszakilag sem szervezetileg) nem kapcsolódva saját üzenet- és file-elosztásukat működtették.
Minden zóna régiókra bomlik, amiket tovább hálózatokra (net) bontunk, melyek egyéni node-okból állnak. Egy node alatt találhatunk pointokat, vagyis olyan felhasználókat akik saját FidoNet mailer programmal rendelkeznek, de nem üzemeltetne nyilvánosan elérhető BBS rendszert (és így valahol a BBS user és a Sysop között helyezkednek el).
Az internettől eltérően minden node ismeri az összes node listáját, ami a rendszerhez kapcsolódik. A „nodelista” tartalmazta: a node nevét (BBS neve), a Sysop nevét, a földrajzi elhelyezkedését, telefonszámát és a támogatott protokollokat. A nodelista hetente frissült és a frissítések (nodediff) automatikusan eljutottak a hálózat minden node-jához.
Példának nézzünk egy BBS-t Debrecenben, Magyarországon, melynek a száma (node number) 15. Ez a 2. zónában (Európa) található, a 37-es régióban (vagyis Magyarországon), a 370-es neten (ennek a neve „Tisza-Net”, és Magyarország tiszántúli részét, vagyis a keleti felét fedi le). A teljes FidoNet címe ezen BBS-nek (vagy FidoNet node-nak) 2:370/15. (Amint látható, a régió száma a címben nem látható: ez mindössze egy adminisztratív felosztást jelent, mely főként Észak-Amerikában volt jelentős.) Ez a rendszer pointokat is támogatott, például a 42-es point címe 2:370/15.42 volt.
A Netmail és Echomail ugyanazon rendszer szerint áramlott. Egy végfelhasználó (vagy point) ír egy üzenetet, amit a node egy hub-hoz (elosztó) küld el (általában éjjel, a ZMH alatt, telefonon). A hub jellemzően az üzenetet a Net Coordinator-hoz (hálózati koordinátor) küldte, akitől a hálózatán kívüli üzenetek a Regionális koordinátorhoz kerültek. A zónán kívülre szóló levelek a Zónakapukon (Zone Gate) át jutottak a másik zónákba. A fenti példa alapján a 2:370/15 levele az 1:170/918.42 pointnak a 2:370/1 (net koordinátor), 2:37/0 (régió koordinátor), 2:2/0 (zóna koordinátor), Zónakapu úton indul el az 1. zónában található végcélja felé.
A fenti „idealizált” folyamatot helyi jellegzetességek befolyásolták (főként az, hogy Európában – USA-val ellentétben – a helyi hívás sem ingyenes), így gyakran a levelek a „node → hub → Zónakapu” úton, vagy „node → hub → másik tetszőleges node” úton haladtak, ahol a hubok általában olyan cégeknél voltak, akik az arányában nem sok, de magánszemélyeknek jelentős telefonszámlát állni tudták.
A helyi hálózatok létrejöttének oka a költségcsökkentés volt: a levelek egy csomagban, tömörítve közlekedtek, és a több helyi hívás, ami a csökkentett díjú éjszakai órában történt kevesebbe került, mint egy nagy távolsági hívás. Ez a megoldás nagyon sikeres volt olyan országokban, ahol a helyi hívás olcsó vagy ingyenes, míg a távolsági hívások mesterségesen magas árúak voltak (például USA); gyakorlatilag hatástalan volt ott, ahol a helyi hívások drágák (például Japán), és közepesen sikeres volt ott, ahol a helyi hívások drágák voltak, míg egy alternatív lehetőség hívásai olcsóbbak (ilyen volt Franciaországban a Minitel).

## OtherNets
„OtherNet”-nek, „EgyébHálózat”-oknak nevezték azokat a FidoNet technológiákra épülő (FTN, Fidonet Technology Network) hálózatokat, melyek működése a FidoNettel megegyezett, de azt független node-ok, továbbítók üzemeltették eltérő echomail és netmail rendszerrel, más szabályok alapján, gyakran jól körülírható céllal. Ilyenek voltak például az OS2Net ami az OS/2 operációs rendszerről szólt, a VirNet, ami a számítógépes vírusok elleni tevékenységekre összpontosított; vagy Magyarországon a FuckNet, ami leginkább a FidoNet kötöttségei és szabályai elleni lázadást képviselte.
Nagyon sok – főként nemzetközi – OtherNet jelentős file-továbbítással (file-echo) rendelkezett, főképp shareware programok szétosztása céljából, de nem volt ritka a kétes jogi státuszú programok továbbítása sem.
Az OtherNeteknek külön régiószámaik voltak, így egymással csak átjárókon (gateway) keresztül tudtak kommunikálni.
A legtöbb OtherNet a FidoNet és a BBS-ek fokozatos visszaszorulásával megszűnt, vagy eredeti taglétszámának töredékére zsugorodott.

## Műszaki adatok
A FidoNet számos saját szabvánnyal rendelkezik, hogy a végpontok (node) közötti kommunikációt biztosítsa. A legalapvetőbb szabvány az FTS-0001, ami definiálja:
- a handshaking eljárást (ez „kézfogást” jelent, az a folyamat, ahogy a kommunikáció elindul és a kapcsolat létrejön)
- az átviteli protokollt (XMODEM)
- az üzenetek formátumát
- a Binkp protokollt.

További specifikációk léteznek az eredeti FTS-0001 bővítésére, mint amilyen az echomail (ami a Usenet hírcsoportokhoz hasonlít), fejlettebb handshake és átviteli protokollok (mint például a YooHoo/2u2 vagy az EMSI), adattömörítés, nodelista formátumok és számos más eljárás. A FidoNet tagsághoz hagyományosan az FTS-0001 támogatás a minimális feltétel.

### Magyarul
- LifeForce BBS – FidoNet
- Szövegek a múltból
- The GoldED age of FidoNet, avagy a FidoNet varázslatos világából

### Angolul
- International FidoNet Home Page
- FidoNews, a heti újság
- FidoNet Technical Standards Committee Home Page
- FidoNet Echomail Archive
- International Echolist Home Page
- Alternate Fidonet Home Page
- Fidonet Parody Page
- Tom Jennings' homepage